# عبدالله عیش
عبدالله عیش (عربی: عبدالله محمد فاضل عيش؛ زادهٔ ۵ اکتبر ۱۹۹۵) بازیکن فوتبال اهل لبنان است.
از باشگاه‌هایی که در آن بازی کرده‌است می‌توان به باشگاه ورزشی النجمه لبنان اشاره کرد.
وی همچنین در تیم‌های ملی فوتبال زیر ۲۰ سال لبنان و لبنان بازی کرده‌است.